# Калмагак
Калмагак (Кальмагак, Муравьёва, кор. 갈마각, 葛麻角) — мыс в КНДР, в провинции Канвондо, на восточном побережье полуострова Корея, в 150 километрах к востоку от Пхеньяна, к западу от острова Йодо, в 6 километрах к северу от порта Вонсан. Северная оконечность полуострова Кальма, на котором находится международный аэропорт. Вдаётся в Восточно-Корейский залив Японского моря. Защищает с востока бухту Вонсанман (Гензан) залива Йонхынман, на берегу которой находится порт Вонсан. Ограничивает с юга залив Йонхынман.
Обследован и нанесён на карту в 1854 году экипажем фрегата «Паллада». Им же назван по фамилии участника плавания на фрегате «Крейсер» в 1822—25 гг. мичмана Павла Матвеевича Муравьёва (26 июня 1804 — 30 августа 1848), сына вице-адмирала Матвея Михайловича Муравьёва, дальнего родственника Александра Сергеевича Пушкина по матери и помощника Николая Ивановича Греча.
К северо-востоку от мыса находится множество островов, среди них: Синдо (Анненкова, 신도), Содо, Тэдо, Йодо. К юго-востоку находится остров Хвантходо.
16 февраля 1951 года ООН приступила к тесной морской блокаде Вонсана, самой продолжительной в современной истории. Блокада продолжалась 861 дня, до 27 июля 1953 года. 24 февраля 210 солдат корпуса морской пехоты Республики Корея (ROKMC) высадились и захватили без сопротивления остров Синдо, а затем остров Йодо. Солдаты южнокорейской морской пехоты, которые высадились на Йодо, постепенно взяли под свой контроль и несколько других островков бухты: Мёдо (Модо, Вишневского), Содо, Хвантходо. Ближе других к мысу Калмагак расположен остров Тэдо, на котором несли службу наблюдения один морской офицер и три солдата роты взаимодействия войск ООН.
В ходе блокады Вонсана в течение долгого времени северокорейские береговые батареи вели хорошо управляемый огонь по кораблям ООН с острова Умидо, мыса Калмагак и полуострова Ходо (Нахимова). Для борьбы с кораблями северокорейцы использовали также танки на высоте «Квадратная голова» у мыса Калмагак.
Борьбу с северокорейской артиллерией на мысе Калмагак в 1952 году вели крейсер USS Manchester (CL-83), эскадренный миноносец USS James E. Kyes (DD-787), эскортный миноносец USS McGinty, эскадренный миноносец USS Douglas H. Fox и авиация оперативной тактической группы Седьмого флота ВМС США.

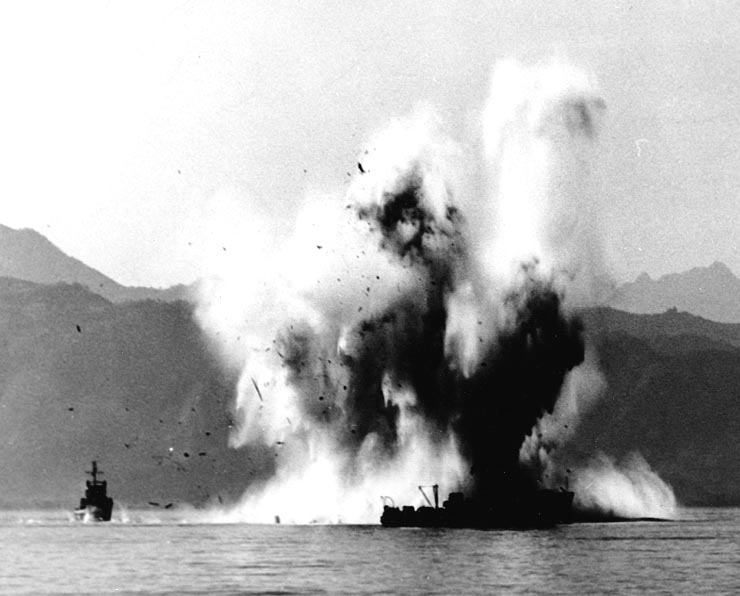
Южнокорейский тральщик ROKS YMS-516 (YMS-148/BYMS-2148) подорвался на мине к западу от мыса Калмагак. 18 октября 1950 года
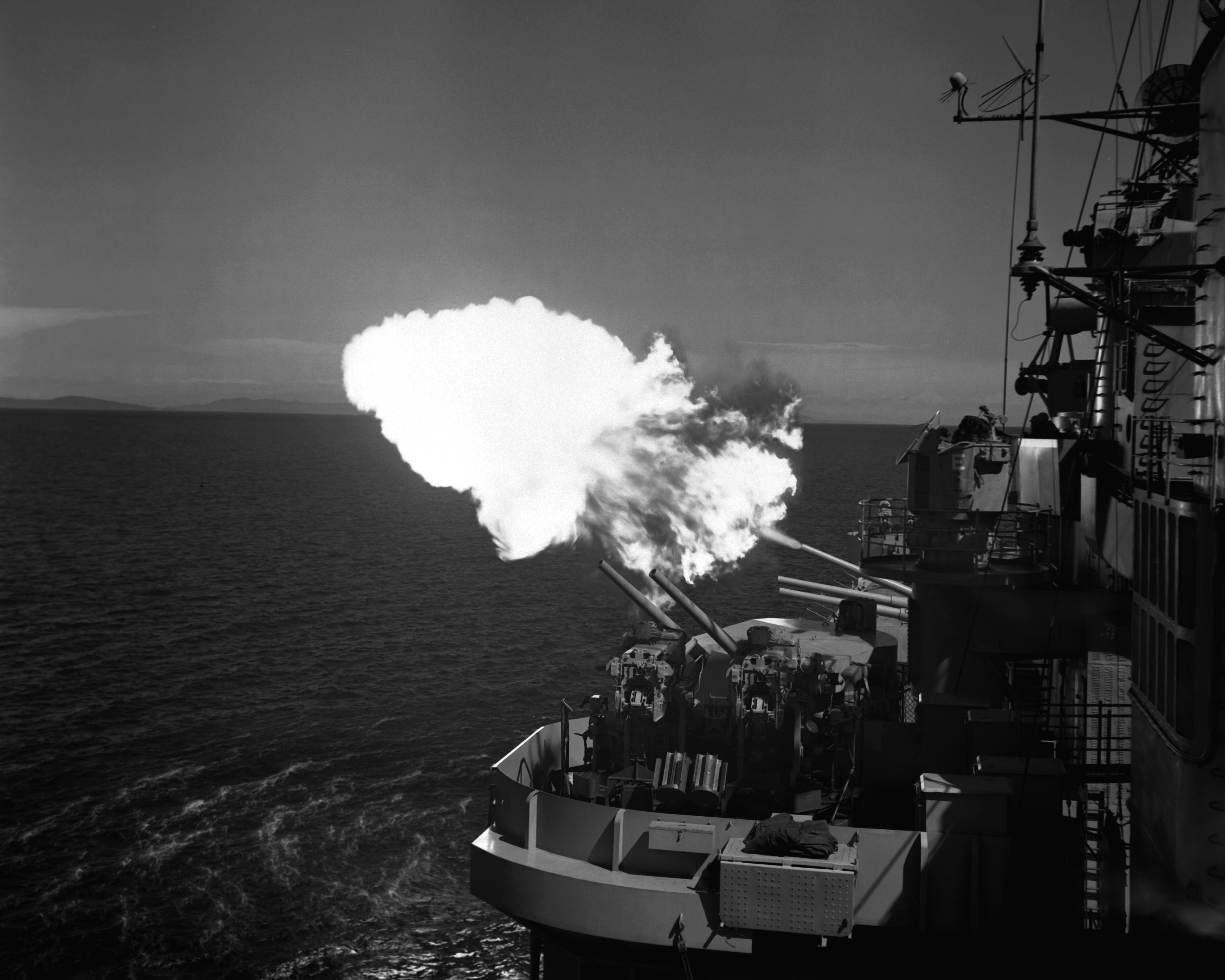
Крейсер USS Saint Paul (CA-73)[англ.] ведёт огонь по северокорейским батареям 27 июля 1953 года в ходе блокады Вонсана[англ.]

- Крейсер USS Manchester (CL-83)[англ.] в ходе блокады Вонсана[англ.]

Крейсер USS Manchester (CL-83) в ходе блокады Вонсана
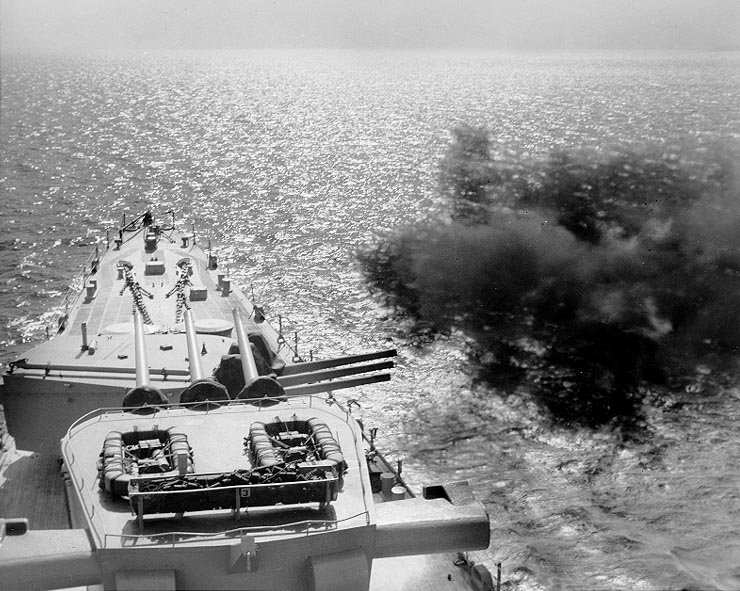
Крейсер USS Manchester (CL-83) ведёт огонь по северокорейским объектам в марте 1953 года
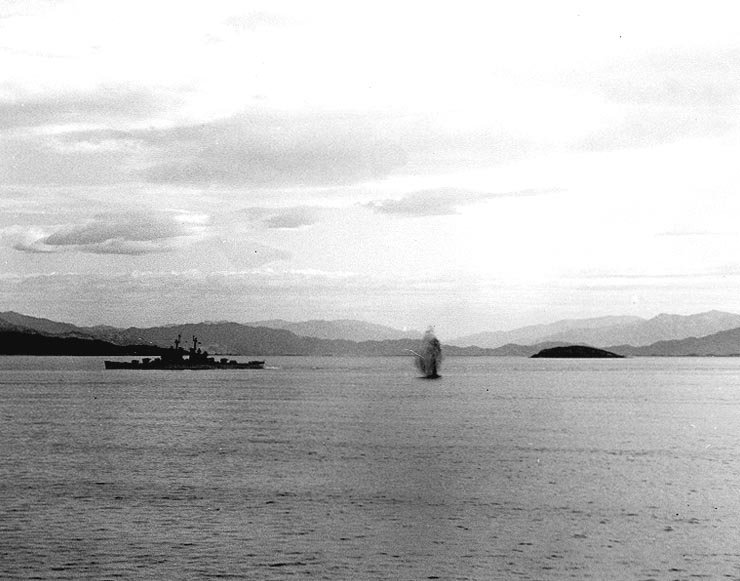
17 июня 1953. Маленький остров справа — Хвантходо
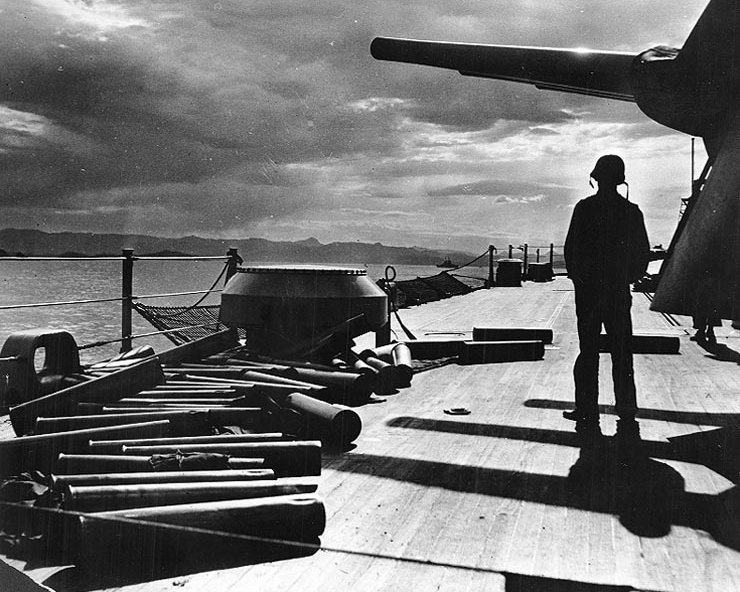
7 июля 1953